# Левига, Руслан Иванович
Русла́н Ива́нович Леви́га (укр. Руслан Іванович Левига; род. 31 января 1983, Купянск, Харьковская область) — украинский футболист, нападающий. Защищал цвета молодёжной сборной Украины.

## Карьера
Воспитанник харьковского футбола. Первый тренер — А. Н. Бобров. Затем перешёл в донецкий «Шахтёр».
Два года на арендных основах играл в донецком «Металлурге», саратовском «Соколе» и бориспольском «Борисфене». Игра в составе последнего, заставила говорить о талантливом нападающем. Летом 2005 года вернулся в «Шахтер», но из-за травмы пропустил предсезонный сбор горняков. В 2006 году перешёл в «Ворсклу».
В феврале 2008 года перешёл в одесский «Черноморец». Летом 2010 года подписал контракт с «Тоболом», с которым в первом же сезоне стал чемпионом Казахстана.
Изначально Левиге предлагали подписать соглашение сроком на полтора года, но исходя из того что, «Тобол» для Руслана был новой командой, из другой страны, да и сам он — новым футболистом, контракт был подписан на 5 месяцев и истек 1 декабря 2010 года. По словам Левиги он не особо горит желанием возвращаться в Казахстан и хотел бы продолжить карьеру на Украине.
Левига пробовался в «Севастополе». Но впечатление на тренерский штаб не произвёл. В январе 2011 года Левигу пригласили на просмотр в азербайджанский «Баку». Пройдя недельный просмотр Руслан Левига подписал контракт с азербайджанцами.
В конце сезона «Баку» выставил Левигу на трансфер, позже он перешёл в «Олимпик» из Донецка.
5 октября 2014 года Левига попал в автоаварию в 20 км от Полтавы. Левига находился за рулём и чудом выжил, но находившийся в машине Сергей Закарлюка погиб. В 2020 году был признан виновным в ДТП и приговорен к 4 годам лишения свободы. По данным следствия, Левига находился за рулём в состоянии алкогольного опьянения

## Достижения
- Чемпион Казахстана 2010 года.
- Бронзовый призёр чемпионата Украины 2003 года.
- Бронзовый призёр Первого дивизиона России 2004 года.